# Горбатов
Горбатов (на руски: Горбатов) е град в Русия, разположен около река Ока в Павловски район, Нижегородска област. Населението на града към 1 януари 2018 година е 1934 души.